# Orre
För den mytiske kungen, se Kung Orre
Orre (Lyrurus tetrix) är en fågel i familjen fasanfåglar. Orren är en stannfågel som förekommer i norra Palearktis, främst i hed- och myrlandskap i anslutning till skog. Den är nära släkt med kaukasisk orre. Inför häckningen, som sker tidigt på våren, spelar orren på specifika spelplatser. Orrens gener kartlades 2014.

## Utseende och läte
Orrtuppen, också kallad orrhane, är mellan 49 och 58 cm och väger omkring 1 100–1 250 g, men även individer uppemot  2 300 g har noterats.[källa behövs] Vingspannet är runt 75–80 cm. Hönan blir 40–45 cm och väger omkring 750–1 100 g, där ligger vingspannet på 65–70 cm. Orren uppvisar könsdimorfism. Könens fjäderdräkter skiljer sig nästan helt åt och hanen är betydligt större än honan.
Tuppen är i stort sett helsvart med blålila, eller blåvioletta fjädrar på halsen och bröstet (varierar med underart), samt ett par röda ögonbryn. Den karaktäristiska kluvna stjärten är lyrformad med en vit undersida. Den har även två vita band och en vit fläck på vingen.
Hönan, eller orrhöna, är brunspräcklig, är något mörkare på ovansidan och ljusare (större inslag av vitt) på buken och nedåt mot extremiteterna. Stjärten är dessutom relativt kort. Ungen är på ovansidan tecknad med svarta och rostgula tvärband, svartspräcklig på ving- och stjärtpennor och ljusare undertill.
De sex underarterna (se nedan) varierar något i både storlek och färg, men saknar tydliga skillnader. Den brittiska underarten britannicus har minst inslag av vitt på vingarna, är mörkast och fysiskt sett minst. Underarten viridanus har en grönskimrande färg på bröstet och har mest vitt på vingarna.
Orrens spel är starkt, bubblande och något duvlikt.

## Systematik och utbredning

### Systematik
Orren beskrevs taxonomiskt första gången 1758 av Carl von Linné under det vetenskapliga namnet Lyrurus tetrix. 1967 slogs orrarna ihop med tjädrarna i släktet Tetrao, men för att bättre beskriva det nära släktskapet mellan systerarterna inom dessa båda grupper delas släktena upp igen och placerar orre i släktet Lyrurus. De båda grupperna skiljer sig även åt osteologiskt, och fossil visar att de varit uppdelade sedan pliocen. Tidigare placerades orren i familjen skogshöns men idag inkluderas skoghönsen inom familjen fasanfåglar (Phasianidae).
Orren är nära besläktad med kaukasisk orre (L. mlokosiewiczi). Hybridisering med tjäder (T. urogallus) är vanligt förekommande, samt med dalripa (Lagopus lagopus). Periodvis hybridiserar den även med fjällripa (L. mutus) och med järpe (B. bonasia).

### Utbredning
Orren är en stannfågel som förekommer i norra Palearktis på höjder upp till 2400 meter. Den delar i princip utbredningsområde med tjädern.
Orren förekommer i hela Europa, från Storbritannien (men inte på Irland), genom Skandinavien och Estland fram tills Ryssland. I Östeuropa förekommer den i Ungern, Lettland, Litauen, Polen, Belarus, Rumänien och Ukraina. Europas största population av orrar finns i de schweiziska, franska, och italienska delarna av Alperna. Isolerade bestånd finns i Tyskland, Frankrike, Belgien och Nederländerna. Från Bulgarien försvann orren på 1800-talet. Utöver Europa sträcker sig utbredningsområdet genom Ryssland och Sibirien nedtill Manchuriet och Heilongjiang i Kina, samt till nordöstra Nordkorea.

### Underarter
Orren delas upp i sex underarter med följande utbredning:
- vanlig orre[12] L. t. tetrix, inkl pinetorum (Lönnberg, 1904) – Skandinavien till södra Frankrike och norra Italien österut till Sibirien
- L. t. britannicus (Witherby & Lönnberg, 1913) – Skottland, Wales och norra England
- L. t. viridanus (Lorenz, 1891) inkl. tschusii – sydvästra Ryssland till sydvästra Sibirien och västra Himalaya
- L. t. baikalensis (Lorenz, 1911) – sydvästra Sibirien till norra Mongoliet och nordvästra Manchuriet i Kina
- L. t. mongolicus (Lönnberg, 1904) – sydcentrala Ryssland, västra Mongoliet och nordvästra Kina
- L. t. ussuriensis (Kohts, 1911) – sydcentrala Sibirien och norra Mongoliet till nordvästra Korea

### Förekomst i Sverige
Orren häckar i hela Sverige, förutom på Öland, från Skåne till långt upp i Lappland. Majoriteten av de svenska orrarna återfinns i Norrland då beståndet i landets södra delar minskat sedan 1970-talet. Den häckar i skogsmark, på hedar samt på mossar. I Lappland kan den ses på fjällsluttningarna upp i björkregionen.

## Ekologi

### Biotop

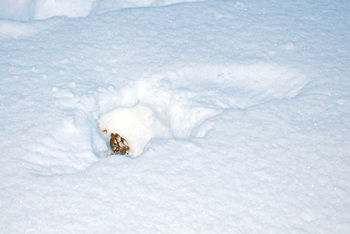
En orres håla under snön. Kvar ligger spillning.

Den trivs bäst i trakter där björk- och barrskog omväxlar med hagar, ängar, mossar och bergig mark. Den finns också i enbusksnår och på ljunghedar. Den kan även häcka i skärgården om det där finns hedvegetation och yngre björkskog. Vintertid bäddar orren ibland ned sig i snön för att skydda sig mot stark köld och hård vind. Där tillbringar den större delen av dagen, mellan födosöken. Efter dess uppflog kan man ofta se ett blottat hålrum i snön.

### Föda
Orrens föda består av knoppar, späda blad, säd och frön samt bär. Blåbärsskott är en viktig del av dieten under våren. Den äter även insekter, larver och maskar, särskilt ungarna får insekter att äta. På vintern utgör björkknopp den huvudsakliga födan.

### Spel

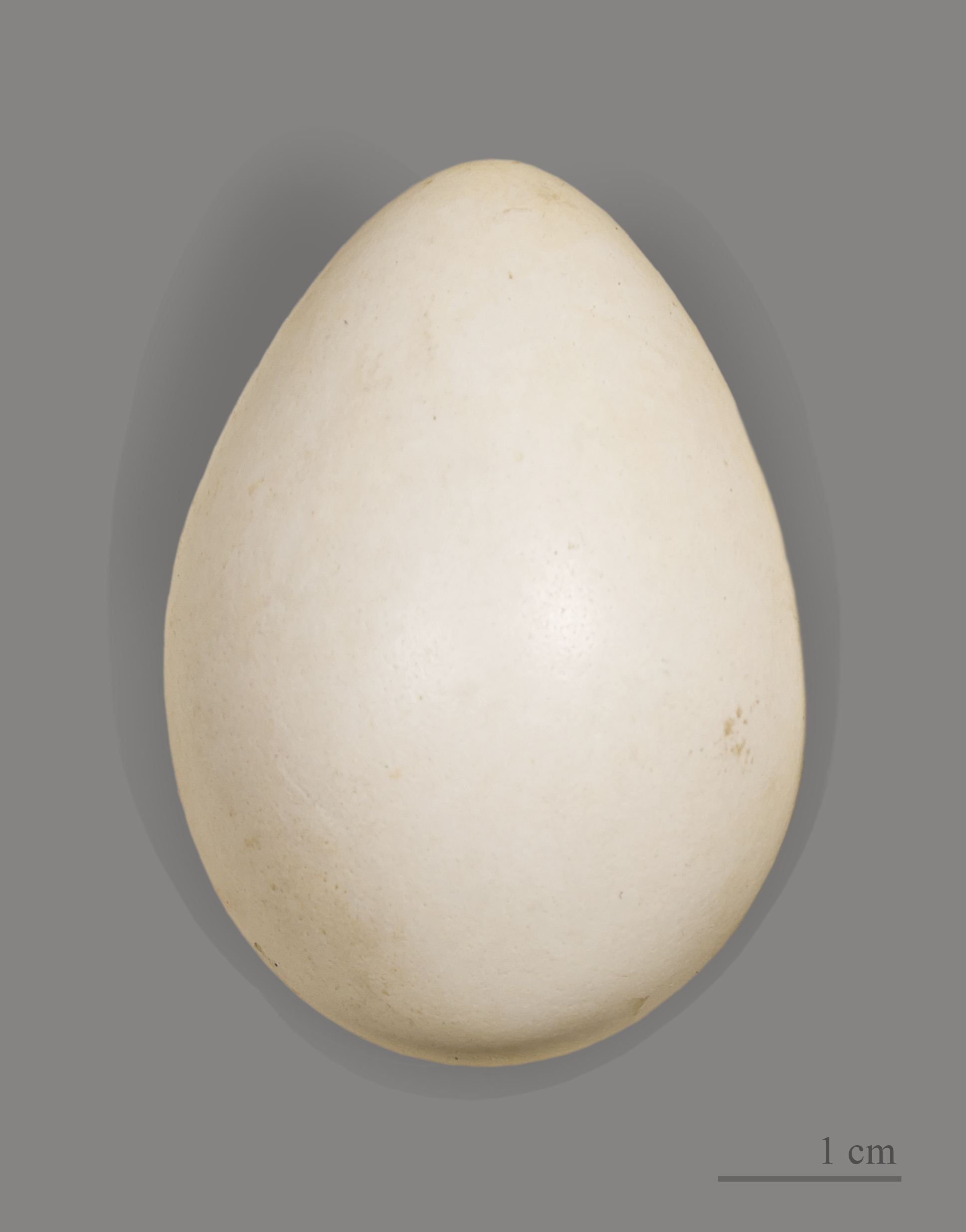
Ägg av orre. Specimen från Muséum de Toulouses samlingar.

Orrar har en mycket utpräglad och väldokumenterad parningslek. Under tidiga vårmorgnar innan soluppgången stoltserar de omkring på spelplatsen (till exempel på mossar, frusna kärr eller sjöar) och visar upp sig, samtidigt som de stöter ut sitt särskilda parningsläte. I soluppgången flyger tupparna upp i träden och spelar även där. Under spelet blåser och kuttrar de, springer omkring och hoppar om varandra, låter vingarna hänga ned och reser upp och breder ut stjärten. Häftiga strider utkämpas ofta mellan tupparna under leken. Även hönorna infinner sig på lekplatsen, men de håller sig mera i skymundan och uppsöks av de segrande tupparna.
I Västeuropa är det sällan mer än 40 fåglar som samlas på lekplatserna. I Ryssland däremot, är det inte ovanligt att 150 fåglar samlas. Där har till och med grupper på 200 fåglar observerats.

### Häckning
Hönan lägger i ett enkelt rede på marken vanligen 6–8, undantagsvis ända upp till 16, ägg, som till färgen är gulaktiga med små bruna fläckar och punkter. Efter omkring tre veckors ruvning kläcks kycklingarna, som redan från början är ganska försigkomna och kan följa modern och under hennes ledning söka föda. På samma sätt som för alla djur som lever i typisk polygami, tar hanen ingen del i vården av ungarna.

## Orren och människan

### Status och hot
Globalt har orren ett stort utbredningsområde, men tros minska i antal, dock inte tillräckligt kraftigt för att den ska betraktas som hotad. Internationella naturvårdsunionen IUCN listar arten som livskraftig (LC). Det globala beståndet uppskattas till mellan cirka sju och elva miljoner häckande individer.

### Status i Norden
I Danmark dog orren ut i mitten på 1990-talet, från att ha ett bestånd på 2 500 individer 1964. I Norge förmodas antalet ligga på 500 000 fåglar, de svenska på cirka 300 000 och det finska på omkring 900 000. Den fennoskandiska populationen har emellertid länge påvisat en negativ trend.

### Jaktvilt
Tack vare sitt välsmakande kött räknas orren som ett värdefullt villebråd. Orre jagas under hösten främst med trädskällande fågelhundar som till exempel finsk spets men även med stående fågelhundar som till exempel vorsteh. Under vintern är smygjakt med kulgevär vanligast, så kallad toppjakt, då orrtupparna ofta uppehåller sig i björktopparna.

### I kulturen
I Storbritannien har orrens stjärtfjädrar sedan senviktoriansk tid varit omtyckta som prydnadsfjädrar i de hattar som bärs ihop med den traditionella skotska höglandsdräkten. De används i mössorna Glengarry, Balmoral och Tam o' Shanter, och används ännu idag av civila och militära säckpipeband. I militären har före detta Royal Scots och King's Own Scottish Borderers använt orrfjädrar på sina huvudbonader ihop med sin heluniform sedan 1904. Denna tradition har förts vidare i de mössor som det nuvarande skotska infanteriregementet använder.

### Namn
Det svenska namnet orre anses av språkforskare vara ett gammalt svenskt ord med betydelsen "handjur", "avlare" och "betäckare", med samma stam som ordet orne (galt). I äldre svenska har den hetat orhane, hämtat från medelhögtyskans orhan.

### Bygdemål
| Namn på hane | Namn på hona | Trakt        | Källa  |
| ------------ | ------------ | ------------ | ------ |
|              | Inn          | Våmhus       | [ 15 ] |
|              | Ynn          | Älvdalen     |        |
| Orrekock     |              | Bohuslän     | [ 16 ] |
| Wåårr/Åårr   | öörr         | Västerbotten | [ 17 ] |